# 割圆术 (刘徽)

刘徽割圆术原理

三国时代数学家刘徽的割圆术是中国古代数学中“一个十分精彩的算法”。在此之前，圆周率采用“周三径一”的实验数据。东汉科学家张衡采用{\displaystyle \pi ={\frac {736}{232}}=3.172}和{\displaystyle \pi ={\sqrt {10}}=3.16}。刘徽认为{\displaystyle \pi ={\sqrt {10}}}过大。孫吳天文学家王蕃采用{\displaystyle \pi ={142 \over 45}=3.156}。这些圆周率都是实验值，都只准确到二位数字。刘徽是中国数学史上最先创造了一个从数学上计算圆周率到任意精确度的迭代程序的数学家。他自己通过分割圆为192边形，计算出圆周率在3.141024 与 3.142704之间，取其近似，并以 {\displaystyle {157 \over 50}}表示。这个数值准确到三位数字，比前人的圆周率数值都准，但他自己次承认这个数值偏小。后来刘徽发明一种快捷算法，可以只用96边形得到和1536边形同等的精确度，从而得令他自己满意的{\displaystyle \pi =3.1416}。
刘徽割圆术简单而又严谨，富于程序性，可以继续分割下去，求得更精确的圆周率。南北朝时期著名数学家祖冲之用刘徽割圆术计算11次，分割圆为12288边形，得圆周率{\displaystyle \pi }=3.1415926，成为此后千年世界上最准确的圆周率。

## 圆面积公式

刘徽割圆术是建立在圆面积论的基础之上的。他首先论证，将圆分割成多边形，分割来越细，多边形的边数越多，多边形的面积就和圆面积没有差别了。他说，将6边形一边的长度乘以圆半径，再乘3，得12边形的面积。将12边形的一边长乘半径，再乘6，得24边形面积。越割越细，多边形和圆面积的差越小。如此割了再割，最后终于和圆合为一体，毫无差别了。
6边形的面积显然和圆面积相差很多。
内接正12边形面积 = 6边形面积+6个蓝色三角形面积，向圆面积趋近了一步。
正24边形面积=6边形面积+6个蓝色三角形面积+12个黄色三角形面积，更加接近圆面积了。
显然：
正12边形面积 <正24边形面积< 正48边形面积<正96边形面积……<内接{\displaystyle 6\times 2^{N}}边形面积<圆面积。
刘徽明显已经掌握了无穷小分割和极限的概念：
{\displaystyle \lim _{N\to \infty }}  内接 {\displaystyle 6\times 2^{N}}边形面积  {\displaystyle \longrightarrow } 圆面积。
他又指出：6边形之外，遗留了半径的一小段d，称为余径。将余径d乘多边形的一边，所得长方形ABCD，已经越出圆周范围之外。如果将圆周分割得很细，余径d趋向于0，而长方形ABCD的面积也趋向于0。
显然，刘徽之所以研究余径，目的是从上限和下限两个方面逐步逼近圆面积：
{\displaystyle \lim _{N\to \infty }}  内接{\displaystyle 6\times 2^{N}}边形面积  {\displaystyle \longrightarrow } 圆面积{\displaystyle \longleftarrow \lim _{N\to \infty }}  内接 {\displaystyle 6\times 2^{N}}边形面积+{\displaystyle 6\times 2^{N}\times d\times L}。
刘徽进一步证明圆面积=圆周/2  ×  半径。
关于多边形的面积，刘徽有如下公式：
2 N边形的面积= N边形的半周长×R。
={\displaystyle L\times {\frac {N}{2}}\times R},
其中L为N边形的单边长，R为圆半径。
此公式可用刘徽出入相补原理证明： 将内接2N边形，分割，然后重新排列成宽为  L x N/2,  高为R的长方形；
显然2N边形的面积=长方形面积={\displaystyle {\frac {N}{2}}\cdot L\cdot R}=N边形的半周长 * R
当{\displaystyle N\longrightarrow \infty }
N边形的半周长{\displaystyle \longrightarrow }圆的半周长
{\displaystyle \lim _{N\to \infty }} 2N边形面积=N边形的半周长 *  R {\displaystyle \longrightarrow }圆面积
所以
圆的半周长 * R = 圆面积
因此
圆周  = 2* 圆面积/R
圆周率:=圆周/直径=  2* 圆面积/(R*2R)= 圆面积/R2
= {\displaystyle \lim _{N\to \infty }} 2N边形的面积/R2

## 割圆术程序
刘徽从半径1尺圆的内接正6边形开始，逐次分割为12边形，24边形，48边形，96边形。反复使用勾股定理求得各多边形的边长，又用刘氏多边形面积公式求多边形面积。

### 分割6边形为12边形

刘徽割圆术原理

令圆直径为2尺，折半得半径1尺。圆内接正6边形的边长也是1尺。
如图：
半径OA=r=1尺=10寸
6边形单边长AB=M=10寸
从圆心O作AB的垂直平分线OC，将AB平分为二，
AP=BP=M/2，AP+BP=AB
垂直平分线OC和圆周相交于C，
作直线AC
AC就是12边形的一边，
OAP是一个直角三角形
弦=半径=r=10寸
勾=AP=M/2=5寸
股OP 可用勾股定理求得：
令弦长=X，股长=G， 句长=M/2，则：
{\displaystyle {}G^{2}=r^{2}-\left({\frac {M}{2}}\right)^{2}=100-25=75} 平方寸
{\displaystyle {}G={\sqrt {r^{2}-{\frac {M^{2}}{4}}}}}
因为1寸 =100000忽
1平方寸 =10000000000平方忽
{\displaystyle {}G={\sqrt {750000000000}}=866025{2 \over 5}}忽
APC是一个小直角三角形
令小弦AC长度为m，令小句PC长度为j
{\displaystyle {}j=r-G=1000000-866025{2 \over 5}=133974{3 \over 5}}忽
用勾股定理求m：
{\displaystyle {}m^{2}=\left({\frac {M}{2}}\right)^{2}+j^{2}}
={\displaystyle {}(500000)^{2}+(133974.6)^{2}=267949193445}平方忽
12边形的一边长度{\displaystyle =m={\sqrt {267949193445}}=517638.09}忽

12边形的一边长度的一半{\displaystyle ={m \over 2}={517638.09 \over 2}=258819.045}忽

### 分割12边形为24边形
将上一轮的多边形边长m作为新一轮割圆的开始，
作替换M=m=12边形的一边长度{\displaystyle =517638.09}忽
继续将此多边形的一边平分，周而复始，重复使用：
{\displaystyle {}G={\sqrt {r^{2}-{\frac {M^{2}}{4}}}}}
{\displaystyle {}j=r-G}
{\displaystyle {}m^{2}=\left({\frac {M}{2}}\right)^{2}+j^{2}}
{\displaystyle {}={\frac {M^{2}}{4}}+j^{2}}
由上M^2已有现成数值{\displaystyle {}M^{2}=267949193445}
{\displaystyle {\frac {M^{2}}{4}}={267949193445 \over 4}=66987298361}
{\displaystyle {}G={\sqrt {r^{2}-{\frac {M^{2}}{4}}}}={\sqrt {1000000000000-66987298361}}=965925{4 \over 5}}
{\displaystyle {}j=r-G=1000000-965925{4 \over 5}=34074{1 \over 5}}
{\displaystyle {}m^{2}=({\frac {M}{2}})^{2}+j^{2}=66987298361+(34074{1 \over 5})^{2}=68148349466}
24边形一边长度 {\displaystyle m={\sqrt {68148349466}}=261052{2 \over 5}}

### 分割24边形为48边形
将第二轮的多边形边长m作为第三轮割圆的起点，
作替换{\displaystyle M=m=261052{2 \over 5}}
{\displaystyle {}M^{2}=m^{2}=68148349466}
{\displaystyle {\frac {M^{2}}{4}}={68148349466 \over 4}=17037087366}
{\displaystyle {}G={\sqrt {r^{2}-{\frac {M^{2}}{4}}}}={\sqrt {1000000000000-17037087366}}=991444{4 \over 5}}
{\displaystyle {}j=r-G=1000000-991444{4 \over 5}=8555{1 \over 5}}
{\displaystyle {}m^{2}=({\frac {M}{2}})^{2}+j^{2}={68148349466 \over 4}+(8555{1 \over 5})^{2}=17110278813}
开平方，得48边形一面{\displaystyle m={\sqrt {17110278813}}=130806}忽
根据刘徽多边形面积公式：
96边形的面积= 48边形的半周长×半径={\displaystyle m\times {\frac {48}{2}}\times r},
所以96边形的面积{\displaystyle A_{96}=130806\times {\frac {48}{2}}\times 1000000}
{\displaystyle ={130806\times 24\times 1000000}=31393440000000}平方忽
{\displaystyle A_{96}={\frac {31393440000000}{10000000000}}=313{584 \over 625}} 平方寸

### 分割48边形为96边形
将第三轮的多边形边长m作为第四轮割圆的起点
作替换{\displaystyle M=m=130806}忽
{\displaystyle M^{2}=m^{2}=17110278813}
{\displaystyle {\frac {M^{2}}{4}}={17110278813 \over 4}=4277569703}
{\displaystyle {}G={\sqrt {r^{2}-{\frac {M^{2}}{4}}}}={\sqrt {1000000000000-4277569703}}=997858{9 \over 10}}
{\displaystyle {}j=r-G=1000000-997858{9 \over 10}=2141{1 \over 10}}
{\displaystyle {}m^{2}=({\frac {M}{2}})^{2}+j^{2}={17110278813 \over 4}+(2141{1 \over 10})^{2}=4282154012}
开方得
96边形的一边{\displaystyle m={\sqrt {4282154012}}=65438}忽
根据刘徽多边形面积公式：
192边形的面积{\displaystyle A_{192}=}96边形的半周长×半径={\displaystyle m\times {\frac {96}{2}}\times r}
所以192边形的面积{\displaystyle A_{192}=65438\times {\frac {96}{2}}\times 1000000} 平方忽
{\displaystyle ={65438\times 48\times 1000000}=3141024000000}平方忽
{\displaystyle A_{192}={\frac {3141024000000}{10000000000}}=314{64 \over 625}} 平方寸

## 刘徽圆周率不等式

刘徽圆周率不等式示意图

刘徽利用多边形面积差的几何学，得出圆周率的双边不等式。
如图：
黄色代表N边形面积{\displaystyle A_{N}}
黄色+绿色代表2N边形面积{\displaystyle A_{2N}}
绿色代表2N边形面积与N边形面积之差{\displaystyle D_{2N}}={\displaystyle A_{2N}-A_{N}}
长方形ABCD面积{\displaystyle =2\times D_{2N}}
C代表圆面积。
如下不等式成立：
{\displaystyle A_{2N}<C<A_{2N}+1\times D_{2N}}
或
{\displaystyle A_{2N}<C<A_{N}+2\times D_{2N}}
当N=96，2N=192：
192边形面积 {\displaystyle A_{192}=314{64 \over 625}}
96边形的面积 {\displaystyle A_{96}=313{584 \over 625}}

192边形面积和96边形的面积之差（差幂）{\displaystyle =D_{192}=A_{192}-A_{96}=314{64 \over 625}-313{\frac {584}{625}}}
{\displaystyle D_{192}={105 \over 625}}
{\displaystyle A_{192}<C<A_{96}+2\times D_{192}=A_{192}+D_{192}}
{\displaystyle 314{64 \over 625}<C<313{584 \over 625}+2\times {105 \over 625}=314{64 \over 625}+{105 \over 625}}
{\displaystyle 314{64 \over 625}<C<314{169 \over 625}}
即
{\displaystyle 3.141024<\pi <3.142704}
刘徽认为这个面积已经超过圆面积，所以将192边形的面积的整数部分定为圆面积：
圆面积~192边形面积={\displaystyle 314{64 \over 625}=314.1024\approx 314}
所以圆周率=圆面积/半径2{\displaystyle \approx {\frac {314}{100}}={157 \over 50}(=3.14)}
这就是徽率。
实际上只要计算精确度够高，刘徽割圆术可以计算到任何精确度，不仅限于二位小数点。

## 圆周率捷法
刘徽在得圆周率=3.14之后，将这个数值和晋武库中汉王莽时代制造的铜制体积度量衡标准嘉量斛的直径和容积检验，发现3.14这个数值还是偏小。于是继续割圆到1536边形，求出3072边形的面积，得到令自己满意的圆周率{\displaystyle ={3927 \over 1250}=3.1416}。但是刘徽却不叙述“分割96边形为192边形”，“分割192边形为384边形”，“分割384边形为768边形”，“分割768边形为1536边形”：因为他发现了一个快捷的算法，只要利用96边形的数据经过一次除法和一次加法，就可以获得和计算到1536边形同等的精确度 {\displaystyle \pi =3.1416}，省去了4次开方计算；毕竟在三国时代用筹算进行开方相当的繁难。
刘徽圆周率捷法乃是以他素有研究的多边形面积差为基础的。
令{\displaystyle D_{2N}}表示2N边形的面积{\displaystyle A_{2N}}和N边形的面积{\displaystyle A_{N}}差
{\displaystyle D_{2N}=A_{2N}-A_{N}}
{\displaystyle D_{96}}，{\displaystyle D_{192}}，{\displaystyle D_{384}}，{\displaystyle D_{768}\cdots }形成一个等比级数:
{\displaystyle D_{192}\approx {1 \over 4}\times D_{96}}
{\displaystyle D_{384}\approx {1 \over 4}\times D_{192}}
{\displaystyle D_{768}\approx {1 \over 4}\times D_{384}}
因此
{\displaystyle {\begin{aligned}D_{384}&{}\approx {\frac {1}{4}}D_{192}\\D_{768}&{}\approx \left({\frac {1}{4}}\right)^{2}D_{192}\\D_{1536}&{}\approx \left({\frac {1}{4}}\right)^{3}D_{192}\\D_{3072}&{}\approx \left({\frac {1}{4}}\right)^{4}D_{192}\\&{}\ \ \vdots \end{aligned}}}
{\displaystyle {}\pi =A_{192}+D_{384}+D_{768}+D_{1536}+D_{3072}+\cdots \approx A_{192}+F\cdot D_{192}.}
其中
{\displaystyle F={\frac {1}{4}}+\left({\frac {1}{4}}\right)^{2}+\left({\frac {1}{4}}\right)^{3}+\left({\frac {1}{4}}\right)^{4}+\cdots ={\frac {\frac {1}{4}}{1-{\frac {1}{4}}}}={\frac {1}{3}}.}
{\displaystyle {}=\pi =A_{192}+\left({\frac {1}{3}}\right)D_{192}\sim {3927 \over 1250}=3.1416.\,}
刘徽圆周率捷法，可以解释如下几个问题：
1)为什么刘徽割圆术以多边形面积为基础，因为圆周率捷法必须用到多边形面积差。
2)刘徽对割圆术的陈述为什么止于96边形。因为他发明了一个便捷的方法，只用96边形数据，就可以算出相当于1536边形(甚至12288边形)的精确度。
3)晋武库一段的作者，非刘徽莫属，而不可能出自祖冲之。面积差法本来就是他推求不等式 {\displaystyle A_{192}<\pi <A_{192}+D_{192}}的基础。从 {\displaystyle \pi <A_{192}+D_{192}}到{\displaystyle \pi <A_{192}+{1 \over 3}\times D_{192}}一脉相承。何况九章算术中全无“祖冲之注”的痕迹，而且一字不提祖冲之密率{\displaystyle \pi \approx {355 \over 113}}。
刘徽的{\displaystyle \pi } ={\displaystyle 3927 \over 1250} 后来见于印度数学中，足证古印度数学采用刘徽注《九章算术》

## 割圆术迭代公式
如令半径=1，
从
{\displaystyle {}G={\sqrt {r^{2}-{\frac {M^{2}}{4}}}}}
{\displaystyle {}j=r-G}
{\displaystyle {}m^{2}={\frac {M^{2}}{4}}+j^{2}}
可简化为：
{\displaystyle {}G={\sqrt {1-{\frac {M^{2}}{4}}}}}
{\displaystyle {}m^{2}={\frac {M^{2}}{4}}+(1-G)^{2}}
{\displaystyle m^{2}={\frac {M^{2}}{4}}+1-2\times G+G^{2}}
{\displaystyle m^{2}={\frac {M^{2}}{4}}+1-2\times G+1-{\frac {M^{2}}{4}}}
{\displaystyle m^{2}=2-2\times G=2-2\times {\sqrt {1-{\frac {M^{2}}{4}}}}}
{\displaystyle m^{2}=2-{\sqrt {4-{M^{2}}}}}
由此可得刘徽割圆术迭代公式：
{\displaystyle 2-m^{2}={\sqrt {2+(2-M^{2})}}}
圆周率= 3*2^N * m

### π的连平方根表示式
根据刘徽割圆术迭代公式：
{\displaystyle 2-m^{2}={\sqrt {2+(2-M^{2})}}}
圆周率= 3*2^N * m
从半径=1的内接6边形开始：
各多边形的一边长m：
{\displaystyle m_{6}=M=1}
{\displaystyle {}m_{12}={\sqrt {2-{\sqrt {2+1}}}}}
{\displaystyle {}m_{24}={\sqrt {2-{\sqrt {2+{\sqrt {2+1}}}}}}}
{\displaystyle {}m_{48}={\sqrt {2-{\sqrt {2+{\sqrt {2+{\sqrt {2+1}}}}}}}}}
{\displaystyle {}m_{96}={\sqrt {2-{\sqrt {2+{\sqrt {2+{\sqrt {2+{\sqrt {2+1}}}}}}}}}}}
半径=1圆形正内接多边形面积：
{\displaystyle {}\pi \approx A_{24}=m_{12}\cdot 6={\sqrt {2-{\sqrt {2+1}}}}\cdot 6}
{\displaystyle {}\pi \approx A_{48}=m_{24}\cdot 12={\sqrt {2-{\sqrt {2+{\sqrt {2+1}}}}}}\cdot 12}
{\displaystyle {}\pi \approx A_{96}=m_{48}\cdot 24={\sqrt {2-{\sqrt {2+{\sqrt {2+{\sqrt {2+1}}}}}}}}\cdot 24}
{\displaystyle {}\pi \approx A_{192}=m_{96}\cdot 48={\sqrt {2-{\sqrt {2+{\sqrt {2+{\sqrt {2+{\sqrt {2+1}}}}}}}}}}\cdot 48}

## 祖率
南北朝数学家祖冲之，并没有发明新的方法计算圆周率，而是将刘徽割圆术的计算，继续分割到12288边形，又用刘徽多边形面积公式，求得24576边形的面积：
{\displaystyle A_{24576}=3.14159261864<\pi }。
再用刘徽圆周率不等式：
{\displaystyle A_{24576}=3.14159261864<\pi <A_{24576}+D_{24576}}。
其中：
{\displaystyle D_{24576}=A_{24576}-A_{12288}=0.0000001021}
{\displaystyle A_{24576}=3.14159261864<\pi <3.14159261864+0.0000001021}。
得不等式：
{\displaystyle 3.14159261864<\pi <3.141592706934}。
取八位有效数字即得祖冲之著名的圆周率不等式：
{\displaystyle 3.1415926<\pi <3.1415927}。
祖冲之算得的圆周率准确到小数点后7位，保持了世界最准确圆周率达900年之久。祖冲之熟悉何承天调日法，以3为弱率， 以4为强率，通过调日法计算7次得圆周率约率{\displaystyle {22 \over 7}>\pi }，计算23次得密率{\displaystyle {355 \over 113}>\pi }。
根据调日法计算出来的约率和密率都是强率；所谓约率只意味这个数值和圆周率的误差较大，并无约率“小于”圆周率的意思。

## 和阿基米德割圆术比较
比劉徽早出生500年的希腊数学家阿基米德用阿基米德割圆术计算圆周率，他的论证以计算线长为依据，在推导过程中不考虑多边形面积面积，和刘徽的以面积计算为中心的割圆术成对照。他用两套不同的方法方法，先多次分割圆的切线，证明π>{\displaystyle {223 \over 71}}；另用内接多边形，计算到96边形，证明π<{\displaystyle {22 \over 7}}，从而得到不等式
{\displaystyle {223 \over 71}<\pi <{22 \over 7}}。
也就是  {\displaystyle 3.140845<\pi <3.142857}
刘徽得到的圆周率弱值3.141024和强值3.142704都比阿基米德准确。
十七次調日值　阿基米德弱值 3.140845 ＜ 劉徽弱值 3.141024 ＜ π ＜ 二十三次調日值　祖沖之密率 3.14159292035 ＜ 劉徽強值 3.142704 ＜ 七次調日值　阿基米德強值 3.142857 。
。

## 延伸閱讀
- 吴文俊主编 《中国数学史大系》第三卷 第一章第三节 刘徽的割圆术  152-164页  ISBN 7-303-04557-0
- 傅海伦编著 《中外数学史概论》 第四章 第三节 刘徽的割圆术  49-52页 ISBN 987-7-03-018477-1